# Bathippus kochi
Bathippus kochi är en spindelart som först beskrevs av Simon 1903.  Bathippus kochi ingår i släktet Bathippus och familjen hoppspindlar. Inga underarter finns listade.